# Rhynchodontodes calamina
Rhynchodontodes calamina är en fjärilsart som beskrevs av Butler 1879. Rhynchodontodes calamina ingår i släktet Rhynchodontodes och familjen nattflyn. Inga underarter finns listade.